# Saint-Lambert-la-Potherie
Saint-Lambert-la-Potherie – miejscowość i gmina we Francji, w regionie Kraj Loary, w departamencie Maine i Loara.
Według danych na rok 2010 gminę zamieszkiwały 2 472 osoby, a gęstość zaludnienia wynosiła 179 osób/km².